# 波洛茨克州

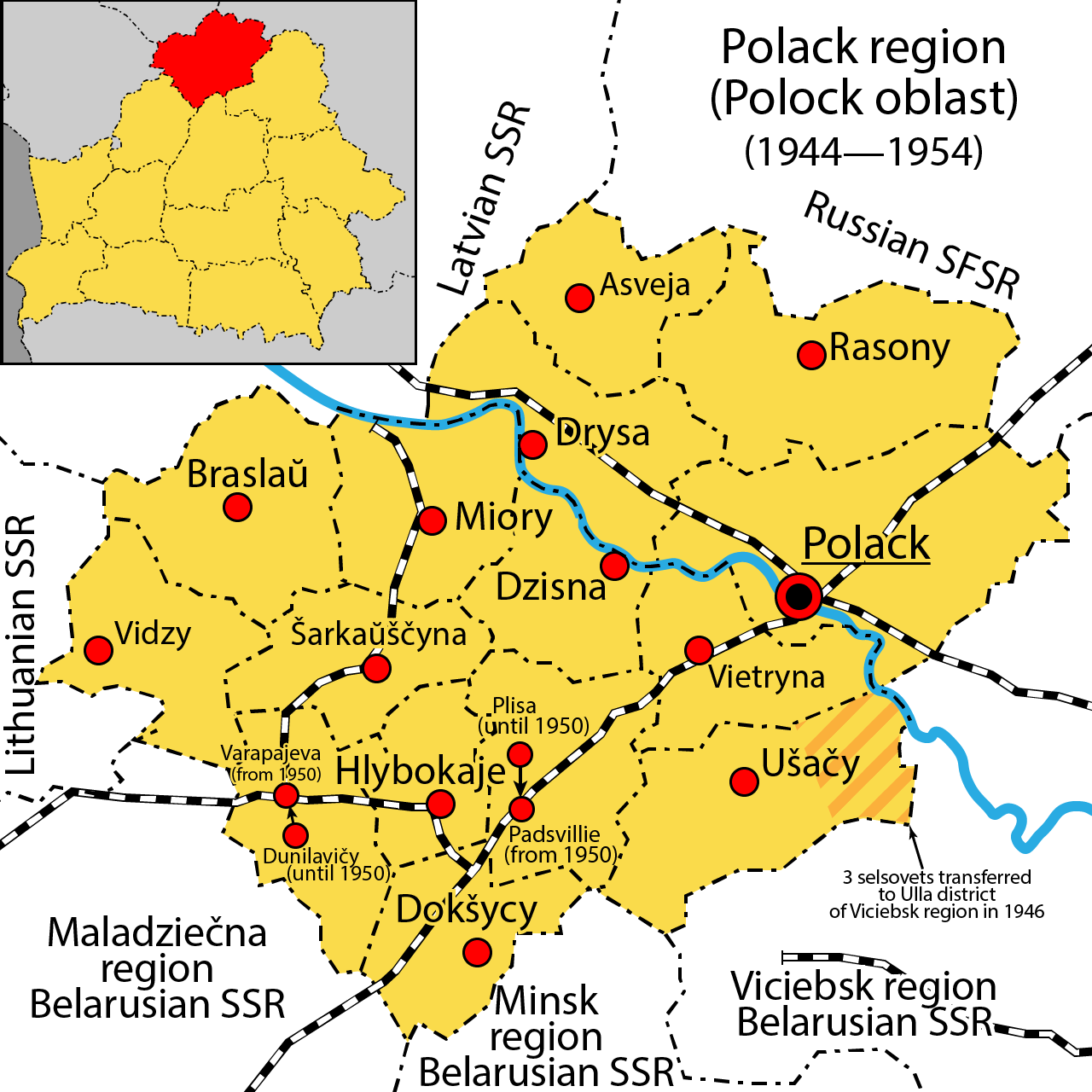
1944年的白俄羅斯，顯示了波洛茨克州

波洛茨克州是蘇聯白俄羅斯蘇維埃社會主義共和國的一個州，位於該加盟共和國的北部。首府波洛茨克。下分15縣。
1944年9月20日，自維列伊卡州和維捷布斯克州建州。1954年1月8日被撤銷，轄地分別歸莫洛傑奇諾州和維捷布斯克州。